# 飯田邦博
飯田 邦博（いいだ くにひろ、1959年4月22日 - ）は、日本の舞台俳優。広島県出身。

## 出演

### 舞台
- 美しきものの伝説（2010年）[1]
- ジュリアス・シーザー（2014年）[2]
- NINAGAWAマクベス（2015年、シアターコクーン）[3]
- NINAGAWAマクベス（2017年 - 2018年、埼玉、佐賀、香港、シンガポール、ロンドン、プリマス、ニューヨーク）
- 待つ（2017年、彩の国さいたま芸術劇場、NINAGAWAスタジオ）[4]
- 薔薇と海賊（2022年、東京芸術劇場）[5]
- ヘンリー八世（2022年、彩の国さいたま芸術劇場）[6]
- ジョン王（2023年、シアターコクーン、御園座、梅田芸術劇場、埼玉）[7]
- 夏の夜の夢（2024年、彩の国さいたま芸術劇場）[8]

### テレビドラマ
- 3番テーブルの客（1997年、フジテレビ）